# Ulomyia scurina
Ulomyia scurina är en tvåvingeart som först beskrevs av Vaillant 1958.  Ulomyia scurina ingår i släktet Ulomyia och familjen fjärilsmyggor. Inga underarter finns listade i Catalogue of Life.